# تتويج الفرعون

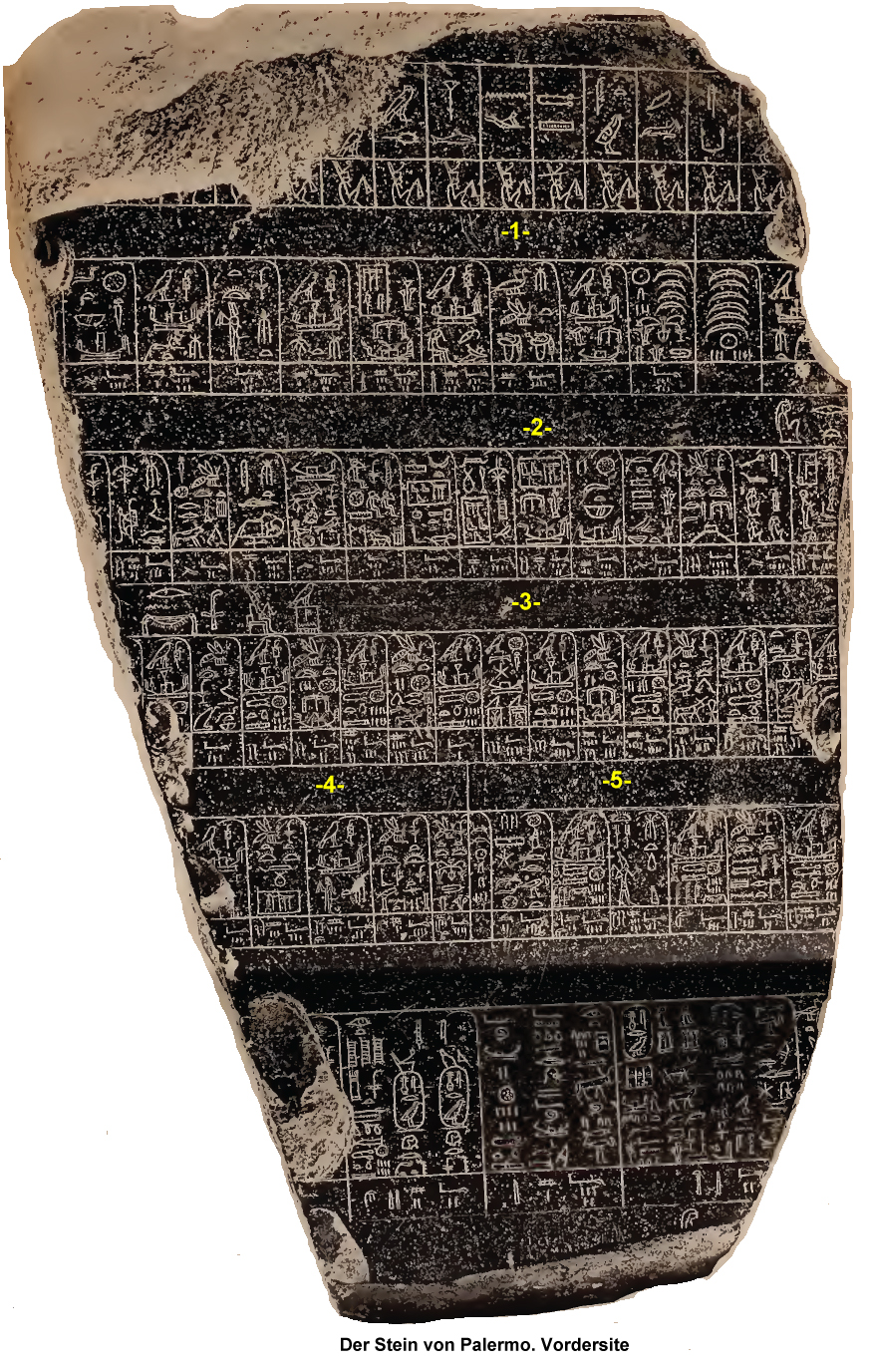
حجر باليرمو

كان تتويج الفراعنة من الطقوس المهمة للغاية في التاريخ المصري المبكر والقديم، حيث كان بمثابة علامة على انتقال السلطة والحكم من فرعون إلى آخر. تم إحياء ذكرى الصعود إلى العرش في العديد من الاحتفالات والطقوس والأعياد.

## الأصل
لم يكن عيد التتويج حدثًا واحدًا، بل كان عملية طويلة الأمد تشمل العديد من المهرجانات والطقوس والاحتفالات التي تستمر لعام كامل. لهذا السبب، ونتيجة لذلك، يشير علماء المصريات اليوم إلى العام الذي تولى فيه فرعون جديد السلطة باسم "عام التتويج".
يمكن العثور على أقدم الصور للطقوس والاحتفالات المتعلقة بالاعتلاء على العرش على آثار من عهد ملك ما قبل الأسرات العقرب الثاني حوالي 3100 قبل الميلاد. في هذا الوقت، قد يكون التغيير بين الحكام قد اتسم بالحروب والغزوات من الممالك المصرية المجاورة، وهذا مشابه للعمل العسكري الذي قام به أعداء مصر في التاريخ اللاحق، على سبيل المثال، عند سماع نبأ وفاة حتشبسوت، تقدم ملك قادش بجيشه إلى مجدو على أمل ألا يكون تحتمس الثالث في وضع يسمح له بالرد. منذ الملك نعرمر (مؤسس الأسرة الأولى) فصاعدًا، ربما تم استبدال الحروب بين الممالك المصرية الأولية باحتفالات ومهرجانات رمزية.